# Drzęczewo Drugie
Drzęczewo Drugie – osada w województwie wielkopolskim, w powiecie gostyńskim, w gminie Piaski.

## Historia
Obecnie istnieją położone blisko siebie dwie wsie o nazwie Drzęczewo. Kiedyś jednak istniała jedna wieś o tej nazwie, która później rozwinęła się w dwie miejscowości. Z tych dwóch wsi o nazwie Drzęczewo Pierwsze oraz Drzęczewo Drugie starszą metrykę ma ta druga wieś i to do niej odnoszą się najstarsze historyczne zapisy.
Wieś ma metrykę średniowieczną i pierwotnie związana była z Wielkopolską. Istnieje co najmniej od drugiej połowy XII wieku. Wymieniona w łacińskim dokumencie z 1181 (wg. falsyfikatu z 1230) pod nazwą „Drenceno”, 1258 „Drencevo”, 1337 „Drenczewo, Drzerzewo”, 1418 „Dzenczewo” lub „Drzenczewo”, 1425 „Drzeczewo”, 1439 „Drzeczovo”, 1510 „Drzynczewo”.
Miejscowość była początkowo wsią kościelną należącą do benedyktynów, a później szlachecką należącą do lokalnej szlachty wielkopolskiej z rodu Moreckich, a później także do Gostyńskich, Kokorzyńskich, Pogorzelskich, Dobczyńskich. W 1450 leżała w powiecie kościańskim Korony Królestwa Polskiego. W 1510 należała do parafii Gostyń.
Pierwszy zachowany zapis pochodzi z XIII wieku. Drzęczewo zostało odnotowane pod rokiem 1181 w falsyfikacie powstałym około 1230 w kancelarii księcia wielkopolskiego Władysława III Laskonogiego, który odnawiając przywilej benedyktynom z Lubinia, wśród ich posiadłości wymienił również wieś Drzęczewo. W 1258 książę wielkopolski Bolesław Pobożny zatwierdził powyższy dokument wymieniając m.in. wieś wśród posiadłości benedyktynów lubińskich.
W 1337 (a wg innych źródeł w 1332) komes Mikołaj dziedzic Gostynia podporządkował wsie leżące wokół Gostynia, a w tym m.in. Drzęczewo, sądom generalnym odbywanym na prawie niemieckim trzy razy w roku w Gostyniu. Uznawany jest on za prawdopodobnego właściciela wsi Drzęczewo W 1415 Kuncza, Borzysław oraz Lutek z Drzęczewa prowadzili spór sądowy z Janem Moreckim z Mórki w sprawie rozporządzenia dwóma łanami w Drzęczewie. W 1418 Wichna z Drzęczewa prowadziła spór z Wojciechem Kuranowskim o spadek po swym bracie Frącku o wartości 18 grzywien. W 1424 jako świadkowie w jednym z procesów wymienieni zostali Tomek i Jan Drzęczewscy, którzy od nazwy wsi przyjęli odmiejscowe nazwisko.
W 1450 Wawrzyniec Morecki sprzedał z prawem odkupu Dziersławowi niegdyś Jarosławskiemu 4 łany osiadłe w Drzęczewie za 92 złotych węgierskich, a ten zapisał na nich swojej żonie Jadwidze po 20 grzywien posagu oraz wiana. W 1465 od Piotra Moreckiego wieś nabył Sędziwój Rąbiński, a w zamian dał mu 1/3 Białego Jeziora (obecnie Stary Białcz) oraz dopłatę w kwocie 800 grzywien. W latach 1467-1469 bracia Jan senior i Jan junior Rąbińscy z Rąbinia nabyli spadek po zmarłej Agnieszce wdowie po Sędziwoju Rąbińskim od jej córek Katarzyny; wdowy po Iwanie z Karmina za 200 grzywien, oraz Elżbiety wdowy po Jakubie Sierakowskim za 200 grzywien. Były to części majętności w Rąbiniu, Drzęczewie, Kokorzynie oraz w Godziszewie.
W 1475 następuje podział majątku pomiędzy braćmi Rąbińskimi, w wyniku którego Jan starszy oraz Jan młodszy dali bratu Piotrowi Rąbińskiemu kanonikowi poznańskiemu Drzęczewo, a tenże Piotr odstąpił je w dożywocie matce Agnieszce za 600 grzywien. W 1497 król polski Jan Olbracht dał staroście wschowskiemu Piotrowi Górskiemu prawa do dóbr skonfiskowanych z powodu niedopełnienia obowiązku pospolitego ruszenia w czasie wojny polsko-tureckiej, m.in. do wsi Drzęczewo należącej do kanonika poznańskiego Piotra Rąbińskiego.
W 1505 Jan Kokorzyński sprzedał za 100 złotych węgierskich Annie córce zmarłego Jana Drogockiego  części wsi należącą mu się z podziału majątku z bratem. W 1506 Jan Rąbiński sprzedał swojemu zięciowi Wojciechowi Pogorzelskiemu połowę Drzęczewa za 400 złotych węgierskich. W 1510 Jan Rąbiński ze wspomnianym zięciem sprzedali wieś dziedzicowi Gostynia oraz kasztelanowi przemęckiemu Maciejowi Borkowi Gostyńskiemu.
W 1512 Maciej Borek Gostyński dał Drzęczewo oraz czynsz roczny w wysokości 8 grzywien 3 wiardunków z Brzezia Andrzejowi Gryżyńskiemu synowi Jana, a w zamian otrzymał od niego Gryżynę oraz Nielęgowo. W 1513 Andrzej Gryżyński sprzedał z prawem odkupu Wojciechowi Dobczyńskiemu dziedzicowi wsi Łążek koło Śremu połowę Drzęczewa wraz z 3 stawami, opuszczonym sołectwem oraz strugą Smug leżącą w stronę Smogorzewa za 100 grzywien.
W latach 1510-1511 odnotowano miejsce leżące na granicy Gostynia i Drzęczewa, które „od dawnych czasów nazywane jest Miejscem Matki Bożej (oryg. łac. „Locus Matris Dei”)” ; obecnie Święta Góra koło Gostynia gdzie znajdował się obraz NMP. Źródła historyczne odnotowały relacje świadków, którzy zeznawali o dziejących się tam cudach.
Miejscowość odnotowano również w historycznych rejestrach poborowych. W 1530 miał miejsce pobór we wsi od 5 łanów, a sołtys zapłacił od jednego łana. W 1563 pobrano podatki z 10 łanów od karczmy oraz od najemnego pracownika zwanego hultajem. W 1566 miał miejsce we wsi pobór z 10 i 3/4 łana, karczmy oraz 4 zagrodników. W 1581 pobór odbył się z 10 i 3/4 łana, 4 zagrodników, owczarza wypasającego 40 owiec oraz najemnego pracownika od pługa. 
W 1677 r. Andrzej Gostyński sprzedał wieś Zofii z Opalińskich Konarzewskiej, która następnie zapisała wieś klasztorowi filipinów z Gostynia. Ostatecznie wieś przeszła w posiadanie kongregacji filipinów w 1751 roku, kiedy to Monika Mycielska po objęciu klucza gostyńskiego i chociszewskiego uregulowała kwestię zapisów na rzecz zakonu wsi Drzęczewo wraz z Głogówkiem, Błażejewa i części Bodzewka, które były jedynie wsiami danymi w zastaw, a nie na własność. W związku z tym, po kasacie zakonu rząd pruski nie mógł skonfiskować tych ziem z powodu roszczenia do nich pretensji przez rodzinę Mycielskich. Ostatecznie sprawę wygrali Mycielscy, ale w rzeczywistości dobra przez długi czas nie były im zwrócone.
Do czasu rozbiorów leżała w Rzeczypospolitej Obojga Narodów. Wskutek II rozbioru Polski w 1793, miejscowość przeszła pod władanie Prus i jak cała Wielkopolska znalazła się w zaborze pruskim. W okresie Wielkiego Księstwa Poznańskiego (1815-1848) miejscowość wzmiankowana jako Drzęczewo należała do wsi większych w ówczesnym pruskim powiecie Kröben (krobskim) w rejencji poznańskiej. Drzęczewo należało do okręgu gostyńskiego tego powiatu i stanowiło część majątku Głogówko, którego właścicielem był wówczas (1846) Kaulfus. Według spisu urzędowego z 1837 roku wieś liczyła 304 mieszkańców, którzy zamieszkiwali 28 dymów (domostw).
W latach 1975–1998 miejscowość należała administracyjnie do województwa leszczyńskiego.
Zobacz też: Drzęczewo Pierwsze